# Punkt Basy’ego

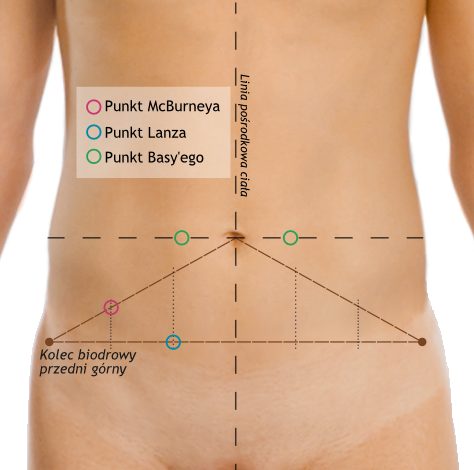
Położenie punktów Basy’ego (oraz punktu Lanza i McBurneya)

Punkt Basy’ego – orientacyjny punkt na skórze jamy brzusznej zlokalizowany 2–3 palce na zewnątrz od pępka w poziomej linii przechodzącej przez środek pępka.
Może wykazywać bolesność uciskową w przypadku niektórych chorób nerek (m.in. kamicy nerkowej, odmiedniczkowym zapaleniu nerek).